# Los Fabianes
Los Fabianes är en ort i Mexiko.   Den ligger i kommunen Ajuchitlán del Progreso och delstaten Guerrero, i den södra delen av landet, 200 km sydväst om huvudstaden Mexico City. Los Fabianes ligger 293 meter över havet och antalet invånare är 119.
Terrängen runt Los Fabianes är kuperad söderut, men norrut är den platt. Runt Los Fabianes är det ganska glesbefolkat, med 48 invånare per kvadratkilometer. Närmaste större samhälle är Ajuchitlán del Progreso, 0,84 km söder om Los Fabianes. I omgivningarna runt Los Fabianes växer huvudsakligen savannskog.